# Kamienica przy ulicy Kanoniczej 9 w Krakowie
Kamienica przy ulicy Kanoniczej 9 – zabytkowa kamienica znajdująca się w Krakowie, w dzielnicy I przy ulicy Kanoniczej, na Starym Mieście.

## Historia kamienicy

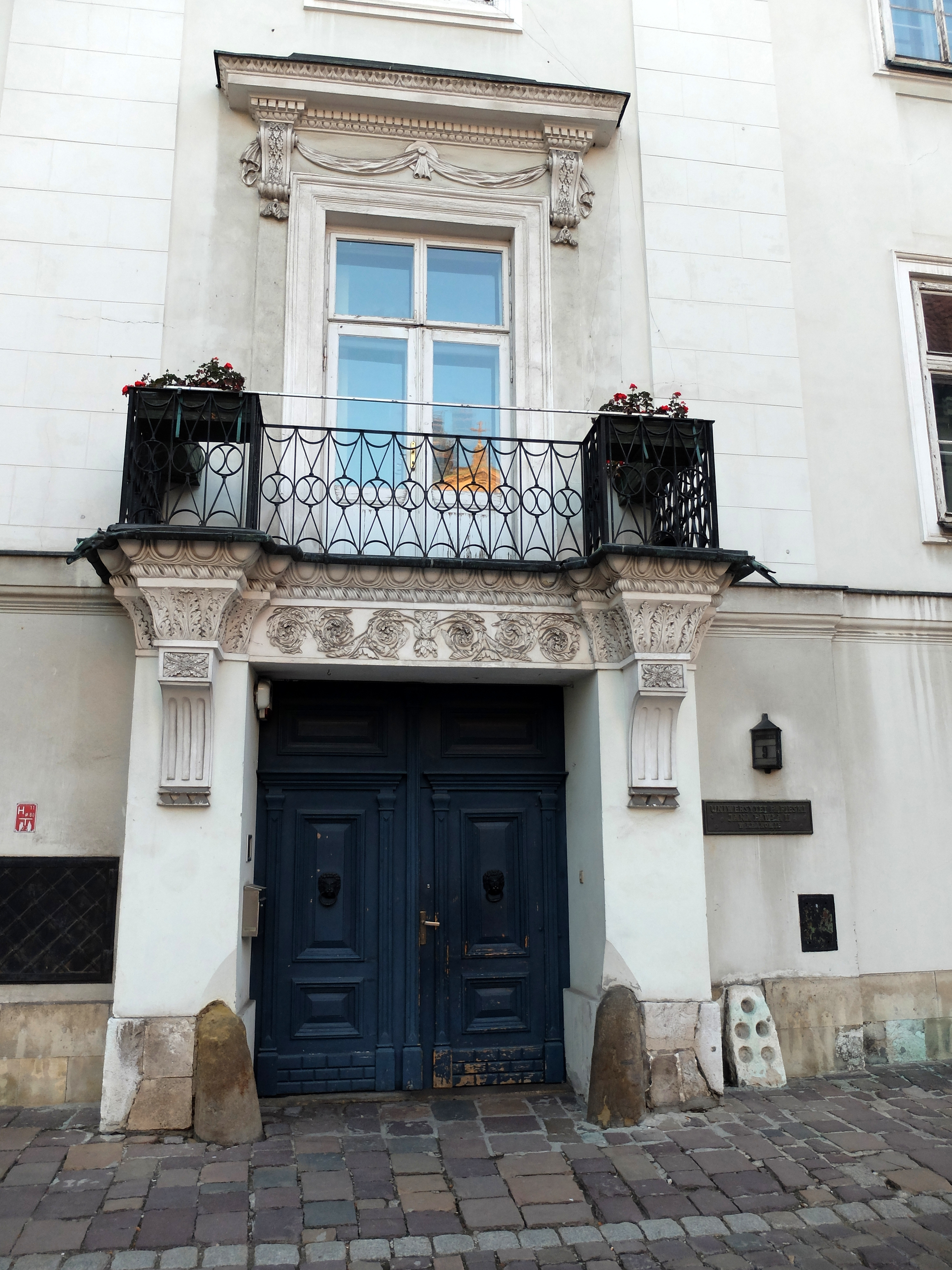
Portal

W XIV wieku, na miejscu obecnej kamienicy, wzniesiono dwa gotyckie domy: jeden z nich należał do Jana Suchywilka ze Strzelc, a drugi do Jakuba Szyrzyka z Falkowa. Między nimi biegła wąska ulica, prowadząca do murów miejskich. W 1455 oba budynki strawił pożar. Na ich miejscu wybudowano, na polecenie biskupa Jana Konarskiego, późnogotycki dom, którego wznoszenie ukończono w 1505. Z tego okresu pochodzi, zachowany w sieni, herb rodu Konarskich – Abdank. W latach 1787–1788 przebudowano gmach w stylu klasycystycznym, według projektu Józefa Lebruna. Dominantą budynku został ryzalit zwieńczony trójkątnym tympanonem, a portal umieszczono w miejscu średniowiecznej drogi. W salonie na pierwszym piętrze powstały polichromie, przedstawiające pejzaż morski. 
Pod koniec XIX wieku w kamienicy funkcjonowała drukarnia Ludwika Władysława Anczyca oraz sąd. W latach 1979–2003 mieściło się w niej Muzeum Stanisława Wyspiańskiego, zaś obecnie jest siedzibą Wydziału Prawa Kanonicznego Uniwersytetu Papieskiego Jana Pawła II w Krakowie.
25 maja 1965 kamienica została wpisana do rejestru zabytków. Znajduje się także w gminnej ewidencji zabytków.